# Cobourg
Cobourg es una localidad canadiense de la provincia de Ontario

## Geografía
Es capital del condado de Northumberland, perteneciente a la provincia de Ontario. Se encuentra en la orilla del lago Ontario, al noreste de Toronto.

## Historia

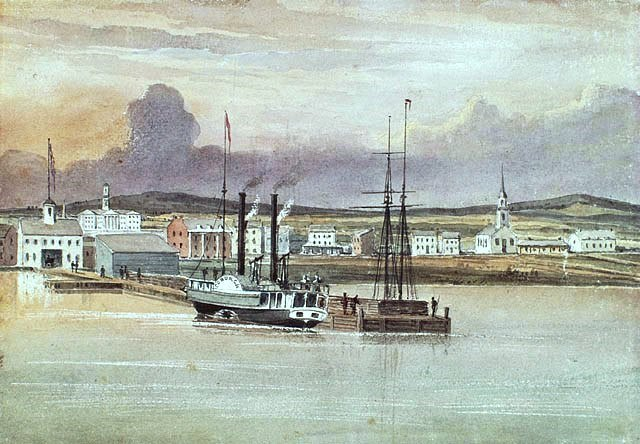
Cobourg en el

A comienzos del siglo XX, en 1901, la localidad tenía contabilizada una población de 4239 habitantes. Contaba por entonces con un puerto comunicado mediante barcos a vapor con St Lawrence y otros puertos del lago Ontario. A ella llegaban las vías de la Grand Trunk Railway. Por aquellas fechas albergaba talleres de automóviles, fundiciones y fábricas de alfombras y tejidos de lana, y era lugar de veraneo, sobre todo para estadounidenses. La Universidad Victoria, antes ubicada en la localidad, fue trasladada a Toronto en 1890.